# Masz talent (film)
Masz talent (ang. One Chance) – amerykańsko-brytyjski biograficzny komediodramat muzyczny z 2013 w reżyserii Davida Frankela. Historia śpiewaka Paula Pottsa, laureata brytyjskiej edycji programu telewizyjnego Britain’s Got Talent.

## Obsada
- James Corden jako Paul Potts
- Julie Walters jako Yvonne Potts
- Colm Meaney jako Roland Potts
- Mackenzie Crook jako Braddon
- Jemima Rooper jako Hydrangea
- Alexandra Roach jako Julie-Ann Cooper
- Valeria Bilello jako Alessandra
- Ewan Austin jako Paul w wieku 14 lat